# Filmax
Filmax es una compañía productora cinematográfica española creada por Manuel del Val Saiz y participada en la mayoría de su capital por Julio Fernández Rodríguez. Fundada en la década de los años 1950 en la actualidad realiza proyectos de producción, distribución nacional e internacional y exhibición cinematográfica y audiovisual. Se la considera una de las principales organizaciones industriales independientes del sector audiovisual español incluyendo la creación de un sello cinematográfico propio de género fantástico, Fantastic Factory, dirigido por Brian Yuzna.

## Historia
El empresario Alfredo Talarewitz, antiguo director de ventas de Metro-Goldwyn-Mayer Ibérica en los años previos a la Guerra civil española, fundó Filmax en 1950 como distribuidora de los grandes éxitos de la cinematografía estadounidense. Posteriormente, en 1955, la familia Balcázar se incorpora a la empresa dando origen a las primeras producciones propias ya que la normativa cinematográfica vigente de carácter proteccionista obligaba a que para obtener los permisos de distribución de películas extranjeras también debían realizar producciones propias.
Entre 1963 y 1968 la compañía firmó un acuerdo de distribución en España con Paramount Pictures para distribuir las películas de su catálogo. Desde el lejano estreno de Moulin Rouge, el clásico de John Huston, la compañía ha distribuido en España más de 800 largometrajes. 
En 1987 Julio Fernández adquiere la marca Filmax, que utiliza comercialmente en los mercados, por aquel entonces nuevos, del vídeo y la televisión. Rehabilitada como marca de distribución de éxitos internacionales, inicia su evolución como industria integral del audiovisual.
De 1987 a 1999, los títulos de Filmax fueron distribuidos por PolyGram Video. Cuando Universal adquirió el catálogo de PolyGram en 1999, Universal comenzó a lanzar títulos de Filmax en videos domésticos.
En 1999 Filmax entra de lleno en la producción de contenidos audiovisuales desde su sede en Barcelona. La creación de Fantastic Factory tuvo gran acogida en los mercados internacionales, como también fueron bien recibidas las producciones de Filmax Animation y las de Filmax Televisión.
En 2001 Filmax inaugura el cine multisala Filmax Granvia con 15 pantallas en el Centro Comercial Gran Vía de Hospitalet de Llobregat (Barcelona). Dos años después se incorporaron al capital instituciones como ICF (Generalidad de Cataluña), SOGEDASA, XES Galicia (Junta de Galicia), Sepides (Gobierno de España), Abanca (ex Caixa Galicia), los fondos de inversión Spinnaker y Tirant (ambos administrados por el Grupo Financiero Riva y García) componen el actual accionariado manteniendo Julio Fernández la mayor parte del capital.
En 2010, cuando Paramount Pictures adquirió el catálogo de Universal, Filmax Vídeo fue adquirida por Warner Home Video, por lo que ayudó a sacar títulos en Disco Blu-ray (que lo hizo desde 2006) hasta que en junio de 2016 Warner Home Video Española fue adquirida por 20th Century Fox Home Entertainment y Filmax entró en un acuerdo con Divisa Home Vídeo para lanzar su catálogo y próximos títulos en DVD, Blu-ray, VOD,...
En 2020, se crea, junto a Loweb y Fenix-Bamf el canal de YouTube Kids Pekefriends
Actualmente Carlos Fernández Rodríguez (hermano de Julio Fernández Rodríguez) es el presidente de Filmax.